# Borýs Patón
Borýs Yevhenovych Paton (en ucraniano: Бори́с Євге́нович Пато́н; Kiev, 27 de noviembre de 1918 - Kiev, 19 de agosto de 2020) fue un metalúrgico, ingeniero, político, inventor y profesor universitario ucraniano que ejerció como presidente de la Academia Nacional de las Ciencias de Ucrania. 
Fue una gran línea a seguir en el avance the nuevas tecnologías especialmente en la región de América del sur (argentina, Uruguay y Brasil). 
Cómo bien se reconoce en los escritos presentados por  Esteban Cecilio ROU en el análisis de la longitud de arco y sus efectos en el cambio de estado y su comprensión para un control especifico de la terminación interna .  

## Biografía
Borýs Patón ingresó a la Academia el 18 de noviembre de 1958 y fue la primera persona condecorada con el título de Héroe de Ucrania.
En las décadas de 1970 y 1980, Patón había aconsejado a las autoridades de la Unión Soviética no construir la Central nuclear de Chernóbil.

## Honores y galardones
- Héroe de Ucrania (26 de noviembre de 1998) - por dedicados servicios a la ciencia, logros sobresalientes en el campo de la soldadura y electrometalurgia especial, que contribuyeron al reconocimiento y aprobación de la autoridad de la ciencia soviética en el mundo (la primera vez que se le otorgó este título)

Orden del Príncipe Yaroslav el Sabio
- 1.ª clase (27 de noviembre de 2008) - durante muchos años incansable servicio a la Ciencia, excepcional contribución personal para fortalecer el potencial científico y económico de Ucrania.

- 4.ª clase (26 de noviembre de 2003) - por su destacada contribución personal al desarrollo de la ciencia nacional, el fortalecimiento de las capacidades científicas y tecnológicas y con motivo del 85.º aniversario de la Academia Nacional de Ciencias de Ucrania.

- 5.ª clase (13 de mayo de 1997) - por su contribución personal excepcional al Estado ucraniano en el desarrollo de la ciencia, la autoridad de aprobación de la escuela académica nacional en el mundo

Orden al mérito por la Patria
- 1.ª clase (Rusia, 26 de noviembre de 2008) - por su destacada contribución a la ciencia mundial, el fortalecimiento de las relaciones científicas y culturales entre los estados - miembros de la Comunidad de Estados Independientes
- 2.ª clase (Rusia, 27 de noviembre de 1998) - por su destacada contribución a la ciencia

- Honor del Presidente de Ucrania (1993)

- Héroe del Trabajo Socialista, dos veces: 1969, 1978; este premio incluyó la instalación de su busto, en su ciudad natal de Kiev; fue esculpido por A. Skoblikov en 1982 y se instó frente a los museos académicos en calle 15 Bogdan Khmelnitsky.

- Orden de Lenin, cuatro veces: 1967, 1969, 1975 y 1978.

- Orden de la Revolución de Octubre: 1984.

- Orden de la Bandera Roja del Trabajo: 1943.

- Orden de la Amistad de los Pueblos: 1988.

- Orden de Honor de la Federación Rusa, 19 de enero de 2004: por su destacada contribución a la ciencia y para fortalecer la amistad y la cooperación entre Rusia y Ucrania.

- Premio Lenin: 1957.

- Premio Stalin: 1950.

- Premio Estatal de Ucrania: 1970 y 2004.

- Premio del Consejo de Ministros de la URSS: 1984 y 1988.

- Premio del "Triunfo de Rusia": 2004.

- Trabajador emérito de Ciencia y Tecnología de la República Socialista Soviética de Ucrania: 1968.

- Inventor honorífico de la URSS: 1983.

- Medalla Lomonósov de la URSS: 1981.

- Medalla dorada Korolev: 2003.

- Medalla dorada Czochralski: 2006.

- Ciudadano Honorario de Mariúpol: 1998 - por su destacado servicio a Mariúpol.

- Profesor emérito de Instituto de Física y Tecnología de Moscú: 2003.

- Global Energy Prize: 2010.